# Grass Range
Grass Range est une municipalité américaine située dans le comté de Fergus au Montana. Selon le recensement de 2010, sa population est de 110 habitants. La municipalité s'étend sur 0,15 mille carré (0,39 km2).
La localité est à l'origine une gare entre le Fort Maginnis (en) et Junction City. Un premier bureau de poste y est ouvert en 1883.